# Thuộc địa Popham

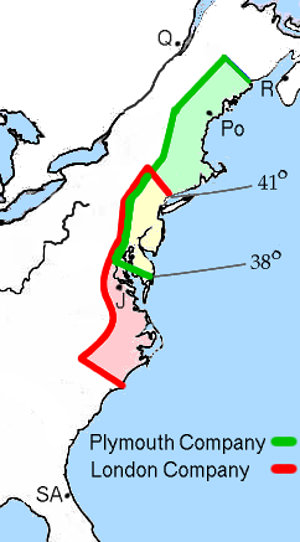
Địa điểm của Thuộc địa Popham năm 1607 ở Maine ngày nay được hiển thị bởi "Po" trên bản đồ. Khu định cư tại Jamestown được thể hiện bởi "J".

Thuộc địa Popham, còn được gọi là Thuộc địa Sagadahoc, nó là một khu định cư thuộc địa của Anh tồn tại trong thời gian ngắn ở Bắc Mỹ. Nó được thành lập vào năm 1607 bởi Công ty Plymouth và tọa lạc tại thị trấn Phippsburg, Maine ngày nay, gần cửa sông Kennebec. Nó được thành lập vài tháng sau đối thủ thành công hơn của nó là thuộc địa Jamestown. Thuộc địa đó được thành lập vào ngày 4 tháng 5 năm 1607 bởi Công ty Luân Đôn, ngày nay là Quận James City, Virginia.
Popham là thuộc địa thứ hai trong khu vực mà sau này được gọi là New England. Thuộc địa đầu tiên là Đảo Saint Croix, gần thị trấn Calais ngày nay. (Đảo St. Croix ban đầu được định cư vào tháng 6 năm 1604, sau đó được Samuel de Champlain chuyển đến Vịnh Fundy vào năm 1605). Popham bị bỏ rơi chỉ sau 14 tháng, rõ ràng là do cái chết của những người bảo trợ và chủ tịch thuộc địa đầu tiên hơn là do thiếu thành công ở Tân Thế giới. Tổn thất nhân mạng của thực dân vào năm 1607 và 1608 tại Popham thấp hơn nhiều so với tổn thất ở Jamestown.
Con tàu vượt đại dương đầu tiên do người Anh đóng ở Tân Thế giới được hoàn thành tại Thuộc địa Popham và sau đó đã thành công vượt Đại Tây Dương để đến Anh. Dòng tàu Pinnace, chiếc tàu được đặt tên là Virginia của Sagadahoc, đã chứng minh có khả năng đi biển và chiếc tàu đã vượt Đại Tây Dương thành công một lần nữa vào năm 1609 như một phần trong sứ mệnh cung cấp nhu yếu phẩm lần thứ ba đến thuộc địa Bắc Mỹ, gồm 9 tàu được chỉ huy bởi Christopher Newport tới Jamestown. Chiếc Virginia nhỏ bé đã sống sót sau một cơn bão mạnh kéo dài ba ngày trên đường đi, trong đó cơn bão đã phá hủy soái hạm Sea Venture ở Bermuda, chính sự kiện tình cờ này cũng đã lập ra thuộc địa Bermuda.
Địa điểm chính xác của Thuộc địa Popham đã bị thất lạc cho đến năm 1888 khi bản đồ về địa điểm này được tìm thấy tại Tổng cục Lưu trữ ở Simancas, Tây Ban Nha. Kế hoạch này hoàn toàn phù hợp với vị trí tại Sabino Head gần Công viên bang Popham Beach của Maine. Khảo cổ học sau này vào năm 1994 đã xác nhận vị trí và tính chính xác của kế hoạch. Địa điểm này được liệt kê trong Sổ bộ Địa danh Lịch sử Quốc gia Hoa Kỳ.